# Мюллер, Карл Александр
Карл Алекса́ндр Мю́ллер (нем. Karl Alexander Müller; 20 апреля 1927[…], Базель — 9 января 2023[…], Цюрих) — швейцарский физик, лауреат Нобелевской премии по физике в 1987 году, совместно с Георгом Беднорцем, «за важный прорыв в физике, выразившийся в открытии сверхпроводимости в керамических материалах».

## Биография
Родился 20 апреля 1927 года в Базеле, в семье швейцарского коммерсанта Пауля Мюллера и Ирмы Фейгенбаум, еврейского происхождения. Вскоре после его рождения семья переехала в Зальцбург, где отец изучал музыку. Через несколько лет родители расстались, мать с сыном переехала к своим родителям в Дорнах и позднее в Лугано. В 1938 году мать умерла и Александр Мюллер провёл последующие семь лет в Евангелическом колледже — школе-интернате в Ширсе (его отец завёл новую семью и связей с сыном не поддерживал).
Мюллер получил степень доктора в 1958 году в Высшей технической школе Цюриха, выполнив под руководством Георга Буша исследование электрических и магнитных свойств ряда веществ методом электронного парамагнитного резонанса. После защиты пять лет проработал в женевском филиале института Баттеля, где изучал свойства облучаемого частицами (в частности, нейтронами) графита. Начиная с 1963 года, проводил исследования по физике твёрдого тела в исследовательской лаборатории фирмы IBM в Рюшликоне близ Цюриха. Возглавлял там физический отдел и в 1982 году стал членом IBM. Одновременно с 1970 года был профессором Цюрихского университета, в 1994 году вышел в отставку.
Будучи специалистом по оксидным керамическим соединениям (керамикам со структурой перовскита), Мюллер приступил в начале 1980-х годов к поискам веществ, способных к сверхпроводимости при более высоких температурах, чем были достигнуты до тех пор. Самая высокая известная температура перехода в сверхпроводящее состояние равнялась в то время 23 К (−250 °C). В 1983 году Мюллер принял на работу Беднорца, чтобы провести систематическое исследование различных оксидов на сверхпроводимость. В 1986 году им удалось обнаружить сверхпроводимость в недавно созданном барие-лантано-медном оксиде при температуре 35 К (−238 °C). Вслед за их исследованиями по всему миру последовала волна экспериментов с использованием оксидов и в течение одного года были обнаружены вещества, переходящие в сверхпроводящее состояние при температурах около 100 К (−173 °C). Исследования, последовавшие за работой Мюллера и Беднорца, позволили открыть целый новый класс сверхпроводящих материалов со сравнительно высокими критическими температурами, однако природа сверхпроводимости в этих керамиках остаётся в значительной степени неясной.
Умер 9 января 2023 года.

## Награды и признание
- 1987 — Премия Фрица Лондона
- 1987 — Премия имени Дэнни Хайнемана
- 1987 — Медаль Вильгельма Экснера
- 1987 — Нобелевская премия по физике
- 1988 — Премия «Хьюллетт-Пакард»
- 1988 — Премия Джеймса Макгруди за исследования в области новых материалов
- 1989 — Золотая медаль Высшего совета по научным исследованиям
- 1989 — Иностранный член Национальной академии наук США[8]
- 1994 — Иностранный член Российской академии наук[9]

## Избранные публикации
- Müller K.A. Spin Resonance in Neutron-Irradiated Graphite // Physical Review. — 1961. — Vol. 123, № 5. — P. 1550-1552. — doi:10.1103/PhysRev.123.1550.
- Müller K.A., Berlinger W., Waldner F. Characteristic structural phase transition in perovskite-type compounds // Physical Review Letters. — 1968. — Vol. 21, № 12. — P. 814-817. — doi:10.1103/PhysRevLett.21.814.
- Müller K.A., Burkard H. SrTiO3: An intrinsic quantum paraelectric below 4 K // Physical Review B. — 1979. — Vol. 19, № 7. — P. 3593-3602. — doi:10.1103/PhysRevB.19.3593.
- Bednorz J.G., Müller K.A. Possible high {\displaystyle T_{c}} superconductivity in the Ba-La-Cu-O system // Zeitschrift für Physik B. — 1986. — Vol. 64, № 2. — P. 189-193. — doi:10.1007/BF01303701.
- Blazey K.W., Müller K.A., Bednorz J.G., Berlinger W., Amoretti G., Buluggiu E., Vera A., Matacotta F.C. Low-field microwave absorption in the superconducting copper oxides // Physical Review B. — 1987. — Vol. 36, № 13. — P. 7241-7243. — doi:10.1103/PhysRevB.36.7241.
- Беднорц И.Г., Мюллер К.А. Оксиды перовскитного типа — новый подход к высокотемпературной сверхпроводимости (Нобелевская лекция) // УФН. — 1988. — Т. 156, № 2. — С. 323-346. — doi:10.3367/UFNr.0156.198810d.0323.
- Zhao G.-M., Conder K., Keller H., Müller K.A. Giant oxygen isotope shift in the magnetoresistive perovskite La1-xCaxMnO3+y // Nature. — 1996. — Vol. 381, № 6584. — P. 676-678. — doi:10.1038/381676a0.
- Zhao G.-M., Hunt M.B., Keller H., Müller K.A. Evidence for polaronic supercarriers in the copper oxide superconductors La(2-x)Sr(x)CuO4 // Nature. — 1997. — Vol. 385, № 6613. — P. 236-238. — doi:10.1038/385236a0.